# Renault 12 CV

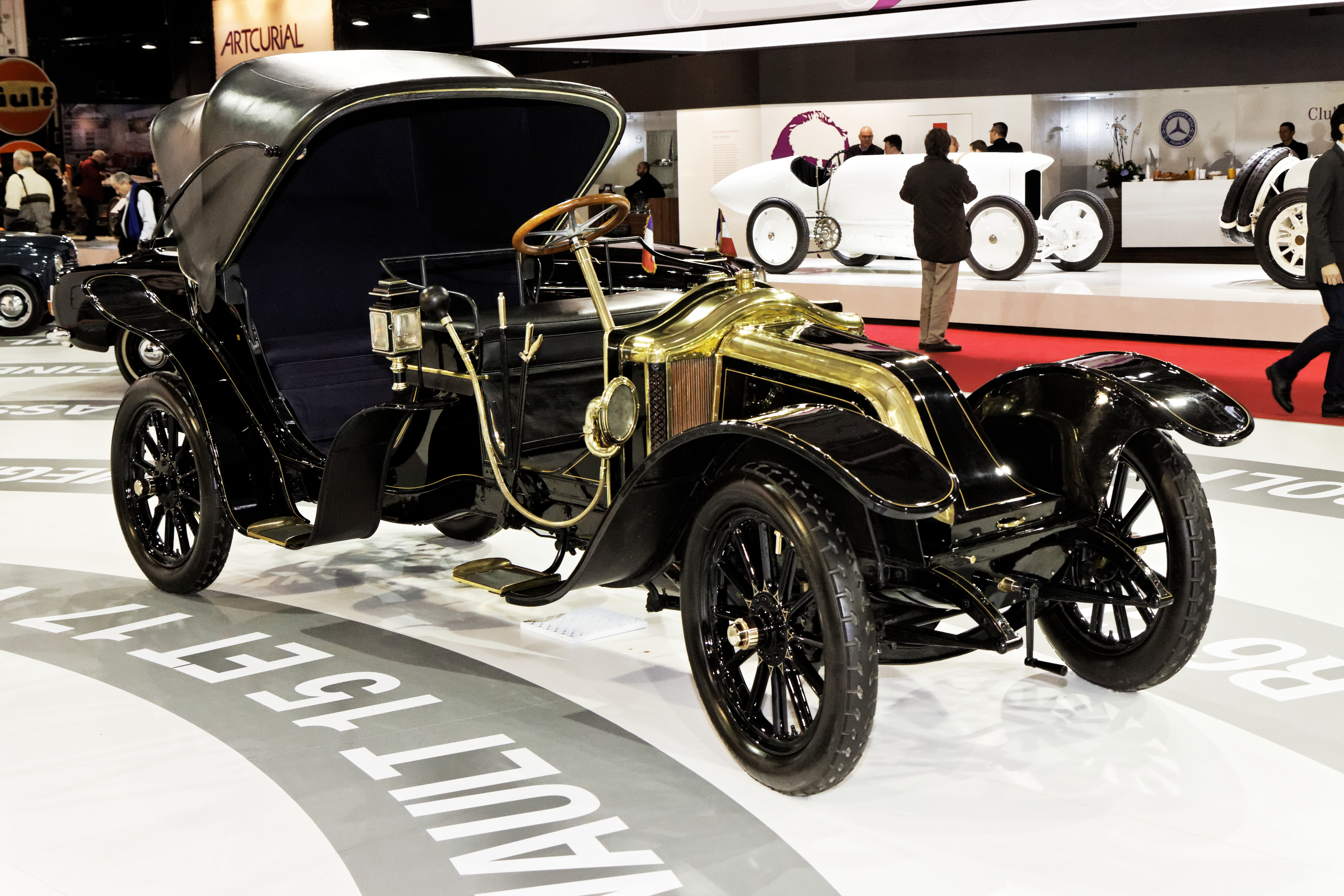
Renault Type DG

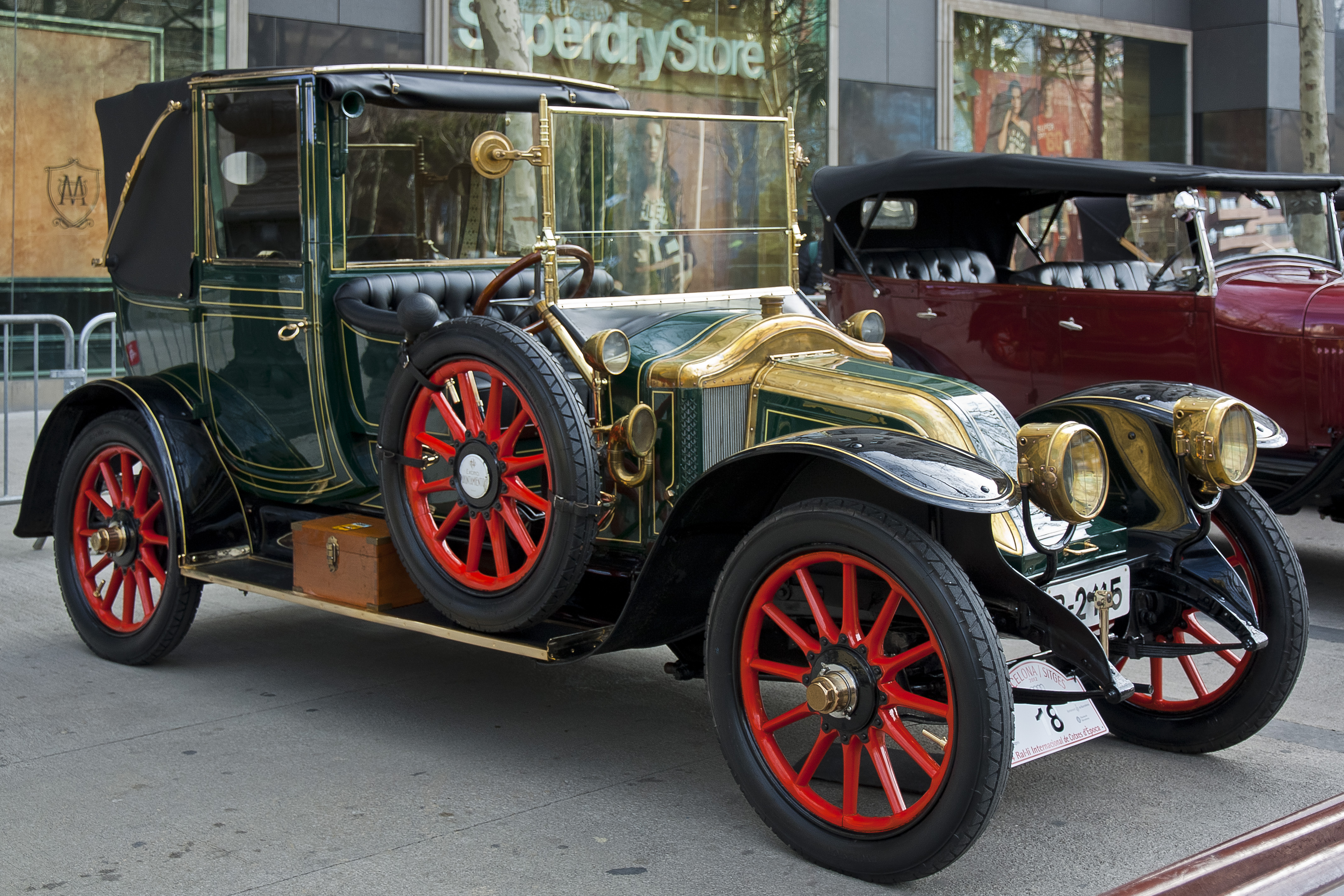
Renault Type EF

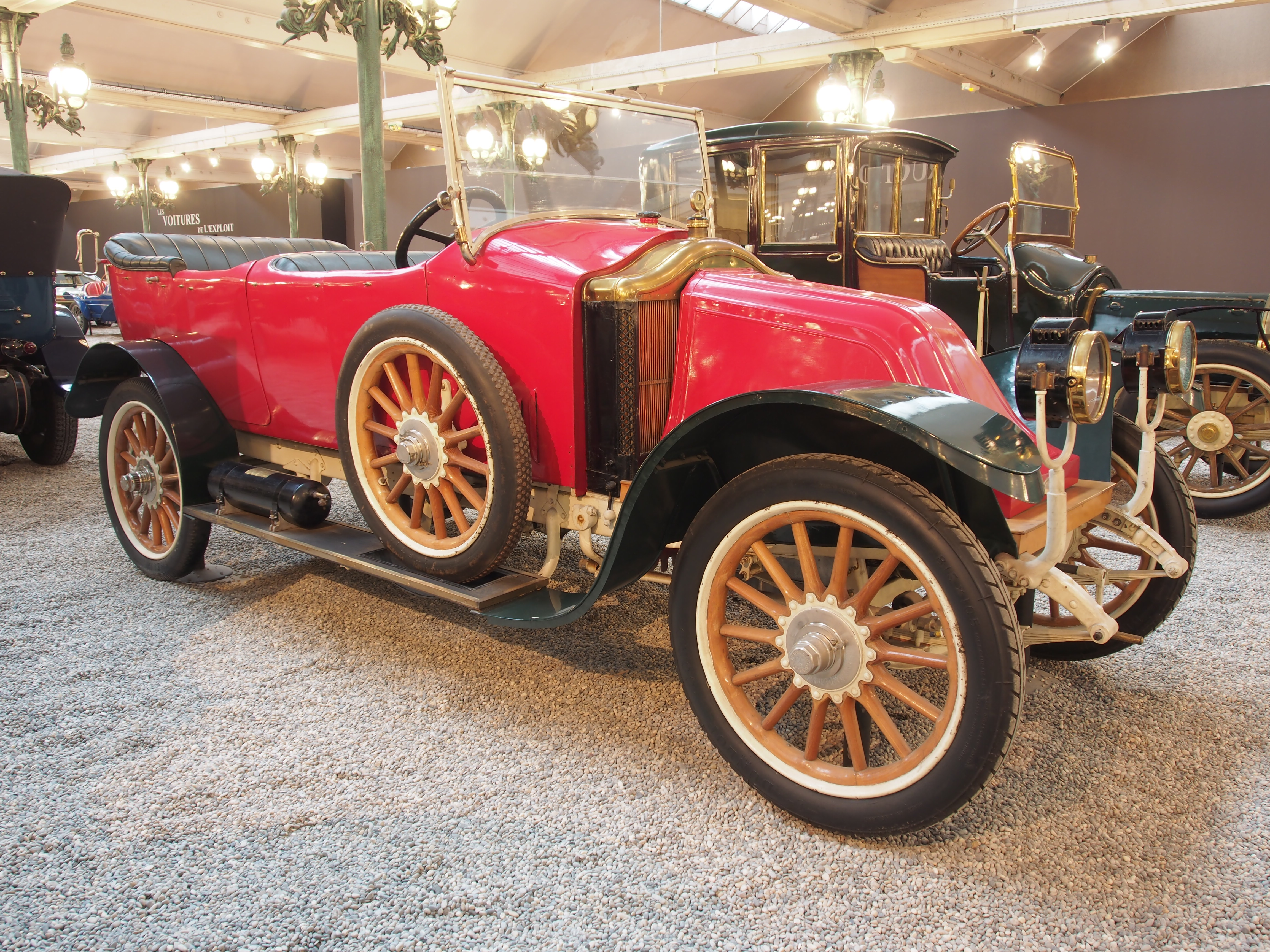
Renault Type EU

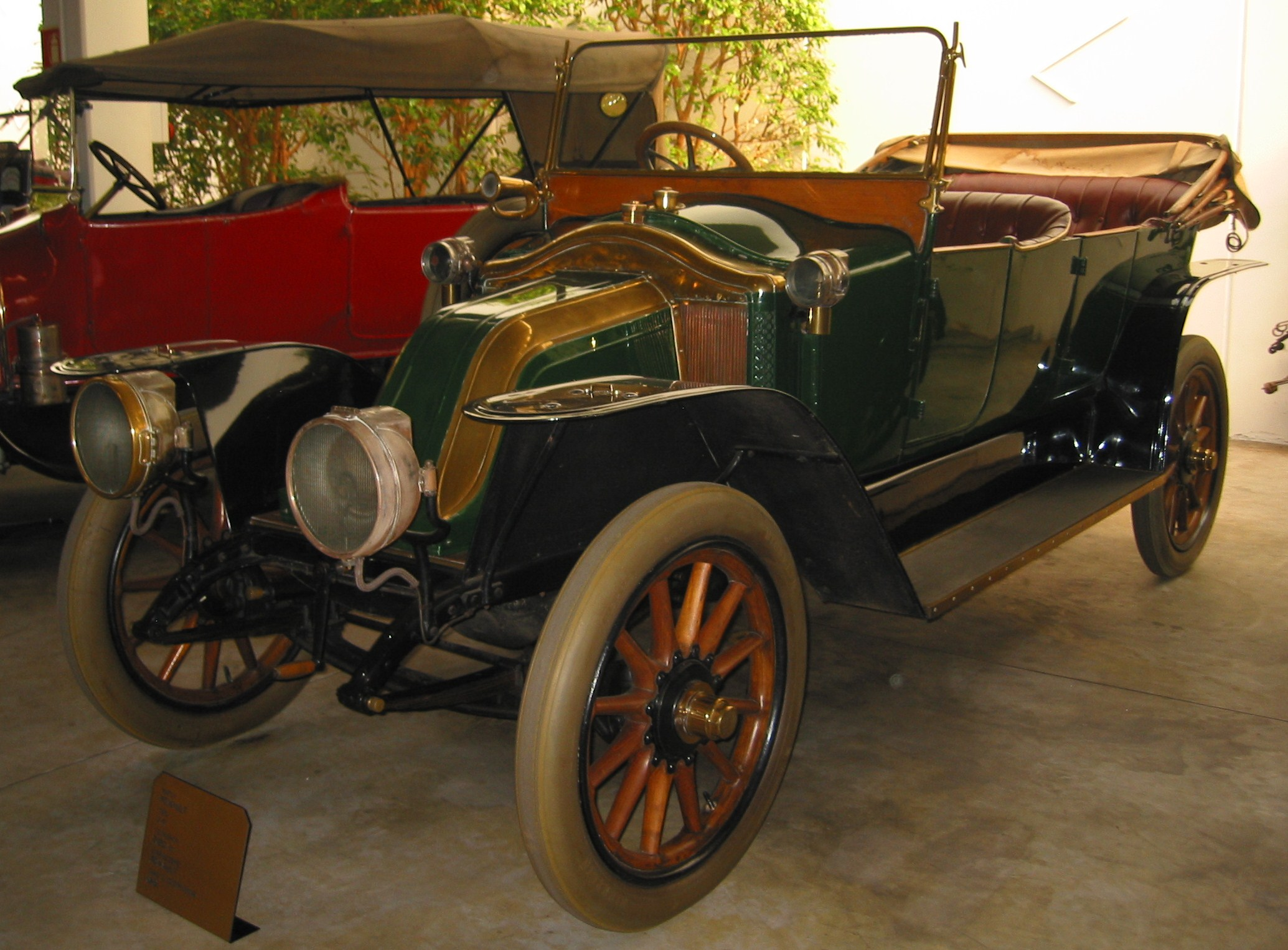
Renault Type FK

Der Renault 12 CV war eine Pkw-Modellreihe des französischen Automobilherstellers Renault aus der Zeit vor dem Zweiten Weltkrieg. Dabei stand das CV für die Steuer-PS. Zu dieser Modellreihe gehörten:
- Renault Type CB (1910–1912)
- Renault Type DG (1913–1914)
- Renault Type EF (1914)
- Renault Type ER (1916–1917)
- Renault Type EU (1917–1921)
- Renault Type FK (1917–1918)
- Renault Type JM (1921–1923)
- Renault Type JT (1922–1923)
- Renault Type KH (1922–1923)
- Renault Type LS (1923)
- Renault Type ME (1923–1926)